# Doãn Hỉ
Doãn Hỉ (Chữ Hán: 尹喜), tự Công Độ (公度), một thuyết tự Quan Doãn (关尹), tên Doãn hoặc Hỉ, hiệu Văn Thủy tiên sinh (文始先生), Văn Thủy chân nhân (文始真人), còn gọi Doãn Tử (尹子), Quan Doãn Tử (关尹子) là quan viên thời Xuân Thu trong lịch sử Trung Quốc.
Doãn Hỉ giữ chức lệnh (có sách ghi là đại phu), đóng giữ cửa ải phía tây thời Chu Chiêu Vương. Một hôm thấy được tử khí đông lai, lúc sau Lão Tử cưỡi trâu xanh từ phía đông đến, Doãn Hỉ ngăn lại cầu học. Lão Tử truyền lại hơn 5.000 chữ, sau soạn thành Đạo đức kinh. Doãn Hỉ để lại tác phẩm Quan Doãn Tử 9 thiên, được nhắc đến trong mục Nghệ văn chí của Hán thư, nay đã thất truyền.